# Édouard Philippe
Édouard Philippe (Ruão, 28 de novembro de 1970) é um político, advogado francês. Foi primeiro-ministro da França entre 15 de maio de 2017 e 3 de julho de 2020.
Advogado, Philippe é ex-membro da União por um Movimento Popular, que mais tarde tornou-se Os Republicanos. Ele serviu como membro da Assembleia Nacional Francesa entre 2012 e 2017, representando o 7°Círculo eleitoral de Sena Marítimo, além de prefeito de Le Havre e presidente da Comunidade de aglomeração de Le Havre entre 2010 e 2017. Após ser eleito presidente da República em maio de 2017, Emmanuel Macron o nomeou primeiro-ministro; Philippe nomeou seu governo posteriormente no dia 17 de maio.

## Início de vida e educação
Édouard Philippe, filho de professores franceses, nasceu em Ruão em 1970 e tem uma irmã. Philippe vem de uma família de estivadores, profissão que alguns membros de sua família ainda praticam. Ele cresceu em um bairro suburbano de Ruão, e foi aluno da Escola Michelet antes de se mudar para Le Grand-Quevilly, onde estudou no colégio Jean-Texier e posteriormente cursou o ensino médio no Lycée les Bruyères em Sotteville-lès-Rouen.
Philippe obteve seu baccalauréat na École de Gaulle-Adenauer em Bona, na Alemanha, e depois de um ano estudando em cursos preparatórios, estudou no Instituto de Estudos Políticos de Paris por três anos, até sua graduação em 1992. Posteriormente, deu continuidade aos seus estudos na Escola Nacional de Administração entre 1995 e 1997.
Durante seus anos no Instituto de Estudos Políticos de Paris, apoiou e foi influenciado por Michel Rocard, identificando-se com as alas rocardiana e social-democrata do Partido Socialista. Sua breve aproximação com os socialistas terminou após Rocard ser derrubado da liderança do partido. Após deixar o IEP em 1997, passou a trabalhar no Conselho de Estado, especializando-se em direito dos contratos públicos.

## Carreira política
Em 2001, Philippe juntou-se a Antoine Rufenacht como vice-prefeito de Le Havre; Rufenacht foi prefeito de 1995 a 2010 e diretor de campanha de Jacques Chirac nas eleições presidenciais de 2002. Reconhecendo a proximidade ideológica entre Michel Rocard e Alain Juppé, Philippe apoiou este último na época da criação da União por um Movimento Popular em 2002, marcando o fim do seu ativismo de esquerda; no mesmo ano, não conseguiu conquistar seu círculo eleitoral nas eleições legislativas. Trabalhou com Juppé até 2004 e posteriormente conseguiu um emprego no setor privado, trabalhando com o escritório de advocacia americano Debevoise & Plimpton, e no mesmo ano foi eleito para o conselho regional da Alta Normandia.
Após a vitória de Nicolas Sarkozy nas eleições presidenciais de 2007, Philippe voltou à vida política trabalhando para Alain Juppé, quando Juppé foi ministro da ecologia por um breve período. Em 2008, foi eleito para o conselho geral de Sena Marítimo no cantão de Le Havre-5, e em 2010 foi eleito prefeito de Le Havre após a renúncia de Rufenacht, seu mentor, e tornou-se presidente da Comunidade de aglomeração de Le Havre no mesmo ano. Philippe foi reeleito prefeito nas eleições municipais de 2014 no primeiro turno, com 52,04% dos votos.

### Eleições presidenciais de 2017
Édouard Philippe trabalhou para a campanha de Alain Juppé nas primárias de direita e centro em 2016, atuando como porta-voz ao lado de Benoist Apparu. Embora Philippe e Apparu, assim como Christophe Béchu tenham se juntado à campanha de François Fillon para a eleição presidencial de 2017 após sua vitória nas primárias, os três parlamentares – próximos a Juppé – deixaram o cargo em 2 de março de 2017, depois que o candidato foi convocado para comparecer perante os juízes em meio ao caso Fillon. Após a vitória de Emmanuel Macron nas eleições presidenciais, houve especulações de que Philippe era uma escolha potencial para o cargo de primeiro-ministro ao representar três aspectos essenciais: renovação (Philippe à época da eleição tinha 46 anos), afiliação à direita moderada e familiaridade com a política.

### Primeiro-ministro
No dia 15 de maio de 2017, Édouard Philippe foi nomeado primeiro-ministro por Macron após especulações de que ele seria indicado ao cargo. Nas eleições legislativas de junho de 2017 o partido de Macron, Em Marcha, juntamente ao seu aliado, o Movimento Democrático, garantiu uma maioria confortável.
Philippe é um membro dos Republicanos, apesar de ter feito campanha para o Em Marcha devido ao partido apoiar seu papel como primeiro-ministro. Ele formou o Governo Édouard Philippe II em 21 de maio de 2017, após uma série de demissões em consequência do escândalo envolvendo os ministros François Bayrou, Sylvie Goulard, Marielle de Sarnez e Richard Ferrand. Este fato diminuiu significamente a presença do Movimento Democrático no governo. Ele obteve um voto de confiança e foi autorizado a governar com um governo majoritário em 4 de julho de 2017, sendo confirmado com uma votação de 370 contra 67. Após a votação, Philippe falou ao parlamento sobre os planos para combater a dívida da França, aumentando o imposto sobre cigarros e cortando gastos. Philippe também falou sobre os planos do governo para reduzir o imposto corporativo de 33,3% para 25% até 2022. Philippe também anunciou o plano da reforma trabalhista do governo, que dará às empresas mais poder quando se trata de negociar condições diretamente com seus funcionários. A reforma trabalhista foi uma das maiores promessas eleitorais de Macron e foi vista como a maior reforma econômica do governo.

## Vida pessoal
Édouard Philippe é casado com Édith Chabre, diretora executiva da Escola de Direito do Instituto de Estudos Políticos de Paris. O casal tem três filhos.